# الیک (قوبا)
الیک (به ترکی آذربایجانی: Əlik) یک منطقه مسکونی در جمهوری آذربایجان است که در شهرستان قوبا واقع شده است. الیک ۱۰۹۶ نفر جمعیت دارد.